# サマーレスキュー〜天空の診療所〜
『サマーレスキュー〜天空の診療所〜』（サマーレスキュー てんくうのしんりょうじょ）は、2012年7月8日から9月23日までTBS系列の『日曜劇場』枠（毎週日曜日21:00 - 21:54、JST）で放送された日本のテレビドラマ。主演は向井理。

## 概要
夏山診療所での救護ボランティアを命じられたエリート外科医が、活動先の山荘の人々との交流などを通して医療の原点を見つめなおしていく。
キャッチコピーは「標高2,500メートル。この診療所には医療の原点がある。」

## あらすじ
夏の繁忙時期3カ月間限定で開設している標高2,514メートルの稜ヶ岳診療所 を舞台に物語が展開していく。
「最新の医療システムがあるからこそ、外科医の腕も生かされるのだ」と話すプライドの高い心臓外科医・速水圭吾は、以前から準備してきた難易度の高い最新の人工血管を使用した心臓の執刀手術を控えていたが、上司から突然、山の診療所での救護ボランティアを命じられる。
山の上では都会と比べ輸血、医療器具、薬剤などが充分に揃っていない状況で、簡単な処置も困難になる。
着任早々に怪我人が運ばれ、速水は満足に治療を施せない自分の無力さに歯痒さと絶望感を覚え、「診療所の意味をなしていない」と憤慨し、「看板を掲げているのは患者にとって詐欺行為だ」と訴えるなど最初は存在意義に戸惑いを感じていた。しかし、経験を重ねるにつれてすべての命の幸せを願うなど医療の原点に気付き始めた速水は、夏山診療所をつぶそうとする沢口らの行動と闘う決意をする。

## 登場人物

### 主要人物
速水 圭吾〈29〉
演 - 向井理
明慶大学附属病院心臓外科医。設備の整った大学病院では若手のエースとして活躍していた。しかし、持ち合わせている最先端の医療技術は標高2514mにある夏山診療所では全く通用しなかったことに愕然とする。最初はこのことに戸惑いを感じていたが、やがてすべての命の幸せを願うなど医療の原点に気付き、夏山診療所をつぶそうとする沢口らと闘う。
小山 遥〈28〉
演 - 尾野真千子（幼少期：渋谷そら）
山荘の娘。幼くして山の事故で母親を亡くす。そのときの倉木との約束を胸に看護師になるが、勤務していた総合病院の救急救命病棟で心に傷を負い、退職して山荘に戻ってきた。
倉木 泰典〈55〉
演 - 時任三郎
明慶大学附属病院教授。稜ヶ岳診療所を開いた恩師である花村の意思を継いで、夏山診療のボランティア活動に全ての情熱を注いでいる。大学病院の総会で夏山診療所の閉鎖が決定し、稜ヶ岳診療所を継続するためには多くの医療関係者が関わる新しいシステムを作らなければならないと判断し、大学病院を辞職する。

### 稜ヶ岳診療所
平原 あかり〈34〉
演 - 小池栄子
毎年ボランティアに参加している看護師。備品を管理するなど、診療所を陰から支える。以前、勤めていた病院で患者と出会い結婚し、桃花を出産。しかし夫の不倫で別居し、離婚調停を控えている。
村田 佳秀〈21〉
演 - 小澤亮太
明慶大学医学部学生。倉木教授の誘いを受け後学のため、夏休みの間、夏山診療ボランティアに従事する。
木野 憲太〈19〉
演 - 菅田将暉
明慶大学医学部学生。髪を金髪に染めている。大病院の跡取り息子というだけで、これまで揶揄され続けて劣等感を抱いていた。些細なことから速水と対立したことをきっかけにコンプレックスが爆発。その気持ちを引きずったまま小山の忠告を無視して登山を強行した結果、風に煽られて滑落してしまい重傷を負う。だが、医師が2人いたことで迅速な処置が施され、命を落とさずに事なきを得た。この事故を境に夏山診療の大切さに気付く。
鈴木 真子〈20〉
演 - 能年玲奈
明慶大学医学部学生。医療知識が乏しく、医療機器をうまく扱えない。
平原 桃花〈6〉
演 - 本田望結
あかりの娘。おもちゃの聴診器を大事にしている。父親が探していた「星の石」を見つけるために母親に内緒で危険区域とされる山の尾根で石を探していたが、都会には生息していない「アシマダラブユ」に刺され、身動きが取れなくなってしまうが、医学生・木野らの早期発見によって、大きな怪我には発展しなかった。

### 稜ヶ岳山荘
小山 雄一〈65〉
演 - 笹野高史
山荘主人。長年稜ヶ岳に暮らしてきたことで、変わりやすい山の天候を読むことが出来る。
小山 雪乃〈38〉
演 - 三浦理恵子
雄一の後妻。年が近く義理の娘である遥に気を使っている。
井上 幸治〈37〉
演 - 山崎樹範
普段は都内の不動産会社に勤めているが、夏の間は休暇を取り山荘でアルバイトをしている。この暮らしを長年続けていたが、元同僚の登山がきっかけでリストラにあった過去が発覚した。
しかし、元同僚が山で怪我を負い、その治療を手伝ったことで辛い過去から立ち直ることが出来た。
田中 謙介〈18〉
演 - 前田公輝
山荘アルバイト。
宮下 エミリ〈25〉
演 - 折山みゆ
山荘アルバイト。
小山 則子
演 - 上村愛香
遥の母親。「願いが叶うと言われている稜連岩」に向かう途中で滑落し、診療所に医師不在という不運に見舞われ、治療を施すことなく命を落とす。

### その他
沢口 光香〈23〉
演 - 市川由衣
速水の婚約者。沢口教授の娘。
速水 悦子〈56〉
演 - 中田喜子
圭吾の母親。健康診断で問題が見つかり、息子の計らいで人間ドックを受けた結果、腎動脈に掛かった大動脈瘤が見つかる。圭吾が執刀するも腹水の中にがん細胞が認められるという末期の状態で手の施しようがなく、やむを得ず閉腹する。術後、大動脈瘤破裂により死亡する。
野村 恭介〈35〉
演 - 戸次重幸
遥の恋人。慈倫会野村総合病院経営者。自らが経営する病院が中心となって地域医療を充実させて行きたいと語り、看護師に復帰する考えがないなら妻という立場で支えて欲しいと遥に突然、プロポーズする。
高井 聡志〈43〉
演 - 佐藤二朗
明慶大学附属病院循環器外科医。山の素晴らしさを後輩の速水に話す。
沢口 哲夫〈55〉
演 - 松重豊
速水の上司。明慶大学附属病院心臓外科・呼吸器外科教授。自分の立場を顧みない行動をする倉木を心配する。日本中の医師や看護師が不足している現状で夏山診療所の運営を続けることには限界が来ていると話し、夏山診療所を存続するかの決定を倉木に一任する。
瀬尾 隆一朗
演 - 浅利陽介（第1・6・8話）
これから天候が悪化するから山へ行くのを辞めたほうがいいという小山の助言を聞かず、いつもの山道だからと安易に考え、医学部同期の倉木、沢口と共に山へ登り、風に煽られた勢いで滑落し、命を落とす。
平原 優太
演 - 長谷川朝晴（第7話）
あかりが仕事しているときに他の女性と関係を持ってしまい、そのことが明るみに出て、離婚を前提に別居していた。だが、もう一度家族とやり直すために妻がいる稜ヶ岳山荘を訪れる。
家族で山へピクニックに出掛けるがガイドを務めてくれた小山に怪我を負わせてしまったりと、関係を修復しようとするがうまく行かず、しかし、家族の大切さを涙ながらに訴えたことであかりに想いが伝わり、親子三人で再出発する。

### ゲスト

#### 第1話
岡村 忠志〈42〉
演 - 相島一之（第8話）
尾根づたいを登山中に滑落し、開放骨折の怪我を負う。
高橋 恵〈35〉
演 - 映美くらら
友人と登山中に突然、呼吸困難に陥り肺水腫を患う。

#### 第2話
佐藤 朋子
演 - 内山理名（第3話）
朔ヶ岳の山頂付近まで進んできたが、体調不良で登山ツアーを離れ休むことを決断する。
霧が発生する中、その場から動いてしまったのが原因で滑落し、示指の浅指屈筋腱を損傷する。

#### 第3話
野田 洋子
演 - 西村いづみ
体調が悪くなった妻・洋子を心配する夫（山崎銀之丞）はルートを変更し、医者がいると教えてもらった稜ヶ岳診療所を訪れるが医者不在で満足な診療を受けられず、憤慨する。
だが、遥の手厚い看護で大事に至らず、夫の怒りもおさまり感謝の態度を見せる。

#### 第4話
神田 祥平
演 - 堀部圭亮
井上の元同僚だと話す神田は会社の部下・上原伸宏（夕輝壽太）を連れだって、稜ヶ岳へ登山にやって来る。
山のガイドを担当してくれた遥の注意も聞かずに危険区域のロープをくぐり抜け、風景写真を撮ることに集中していたら足をすくわれ転落する。
滑落した際上腕に切創を負い、診療所で緊急手術が始まるが常備している唯一の麻酔薬でアレルギー症状が出てしまう。井上らの助けを借りて、麻酔薬なしでなんとか無事に手術を終えることが出来た。このことをきっかけに井上は辛い過去から立ち直ることができた。

#### 第5話
三浦 逸 / 三浦 和美
演 - 三浦孝夫 / 川田希
同じ天体観測の趣味を持つ夫婦。夫は山に登っている途中から左足の親指に違和感があったが我慢し歩き続けた結果、化膿性爪囲炎を患う。
しかし、速水の適切な処置で大事に至らなかった。

## スタッフ
- 脚本 - 秦建日子、及川真実
- 演出 - 日比野朗、本多繁勝、水村秀雄、竹園元
- 演出補 - 鈴木アラタ、新山康幸、野村真委子、宮下直之
- 医療担当演出補 - 能勢荘志
- 音楽 - 羽毛田丈史
- 音響効果 - 西村洋一
- CG - 宮崎浩和、岩田研一、川岡七郎
- 特殊造形 - 松井祐一、三好史洋
- スタントコーディネーター - 釼持誠
- 撮影協力 - 信州まつもと空港、DHCヘリコプター事業部
- 協力 - mont・bell、SBC信越放送、UTYテレビ山梨、フォーク株式会社
- 医事監修 - 臼杵尚志（香川大学消化器外科准教授）、森田照正（順天堂大学心臓血管外科准教授）
- 医事指導 - 京里佳（済生会横浜市南部病院消化器内科医師）
- 看護指導 - 石田喜代美
- 手術看護指導 - 手塚浩子
- 山岳指導 - 遠藤晴行（山岳ガイドグループイエティ）、三苫育（社団法人日本アルパインガイド協会登山学校長）
- チーフプロデューサー - 志村彰
- プロデューサー - 高石明彦、関川友理
- プロデューサー補 - 畑有紗、松本明子、伊藤茜
- 製作 - The icon、TBS

## 主題歌
- Superfly「輝く月のように」（ワーナーミュージック・ジャパン）

## 放送日程
| 各話                                                       | 放送日  | サブタイトル                    | シナリオ題（ラテ欄）                              | 脚本              | 演出     | 視聴率 |
| ---------------------------------------------------------- | ------- | ------------------------------- | ------------------------------------------------- | ----------------- | -------- | ------ |
| 第1話                                                      | 7月08日 | 標高2514Mに急患あり!            | 標高2514Mに急患あり!                              | 秦建日子          | 日比野朗 | 14.7%  |
| 第2話                                                      | 7月15日 | 夕陽に賭ける緊急手術!           | 判断ミス!? 夕陽に託す緊急手術!!                   | 秦建日子          | 日比野朗 | 11.6%  |
| 第3話                                                      | 7月22日 | 母のいのちを救え!               | 母のいのちを救え!                                 | 秦建日子          | 本多繁勝 | 10.1%  |
| 第4話                                                      | 8月05日 | 麻酔が使えない手術に挑む!       | 麻酔の打てない手術速水と遥が急接近!?              | 秦建日子 及川真実 | 水村秀雄 | 06.8%  |
| 第5話                                                      | 8月19日 | 突然のプロポーズ!               | 第2章スタート!! 桃花が行方不明! 突然のプロポーズ! | 秦建日子          | 本多繁勝 | 10.4%  |
| 第6話                                                      | 8月26日 | 医学生の反乱!                   | 医学生の反乱! 遥の告白!揺れる想い                 | 秦建日子          | 竹園元   | 09.0%  |
| 第7話                                                      | 9月02日 | 診療所の危機! 存続か廃止か      | 診療所の危機! 遥の想いに速水の決断!               | 秦建日子          | 日比野朗 | 09.5%  |
| 第8話                                                      | 9月09日 | 運命の病院総会!                 | 遥の願い! 速水が最後の戦いに挑む!                 | 秦建日子          | 水村秀雄 | 09.1%  |
| 第9話                                                      | 9月16日 | おやっさんの命を救え!           | おやっさんの命を救え! 速水と遥の願い              | 秦建日子          | 本多繁勝 | 09.4%  |
| 最終話                                                     | 9月23日 | 診療所最後の日に明かされる真実! | 診療所最後の日。そして感動のラストへ              | 秦建日子          | 日比野朗 | 08.6%  |
| 平均視聴率 10.1%（視聴率は関東地区・ビデオリサーチ社調べ） |         |                                 |                                                   |                   |          |        |

- 7月29日、8月12日はロンドンオリンピックのため、放送休止。青森テレビとテレビ山口は8月5日（第4話）はロンドンオリンピック女子マラソン中継（フジテレビ）放送のため、8月8日の19:00 - 19:54に振替放送。